# Le Dindon (nouvelle)
Pour les articles homonymes, voir Le Dindon (homonymie).
Le Dindon (en russe: Indyeïskiy petoukh [alphabet latin] ; Индейский петух [alphabet cyrillique]) est une nouvelle d’Anton Tchekhov, parue en 1885.

## Historique
Le Dindon, sous titré Petit malentendu, est initialement publié dans la revue russe Le Journal de Pétersbourg, no 282, du 14 octobre 1885 sous le pseudonyme A.Tchekhonte. 

## Résumé
Pélagie Lokhmatov crie après son Marcel de mari. Depuis qu’il est à la retraite, il ne sait que rester allongé sur le sofa à boire de la vodka en parlant politique. Elle l’oblige à aller chercher un fortifiant pour leur dindon qui est mal en point.
Il va tranquillement chez le pharmacien, mais s’explique tout d'abord assez mal, car le pharmacien croit que le malade était une personne. Puis, quand la préparation est prête, il refuse de payer les 10 kopecks demandés.
De retour chez lui, il se recouche et dit à sa femme que les pharmaciens ne veulent pas donner la préparation.

## Édition française
- Le Didon, dans Œuvres de A.Tchekhov 1885, traduit par Madeleine Durand et Édouard Parayre, Les Éditeurs Français Réunis, 1955, numéro d’éditeur 431.